# Toyota Estima
Der Toyota Estima ist ein Van, der zwischen 1990 und 2019 von Toyota produziert wurde. In Europa wurde er als Nachfolger des Toyota Model F (Space Cruiser) bis 2006 und in Nordamerika als Nachfolger des Toyota Van bis 1997 jeweils als Toyota Previa angeboten. In Australien löste er den Toyota Tarago ab und wird unter dem gleichen Namen dort angeboten. Als Toyota Previa wird er noch in Märkten wie z. B. Neuseeland, Taiwan und Hongkong angeboten. Je nach Ausstattungsvariante bietet er Platz für bis zu acht Personen.

## Estima/Previa (XR10/XR20, 1990–1999)
Das Besondere an den Modellen der ersten Generation von Mai 1990 bis Dezember 1999 waren der Unterflurmotor zwischen der Vorder- und Hinterachse (Mittelmotor) und der Hinterradantrieb. Dieses Konzept brachte viele Vorteile: ausgewogene Gewichtsverteilung vorne/hinten, durch den kompakteren Vorderbau eine kürzere Gesamtlänge bei großer Innenraumlänge. Damit der Innenraumboden eben gehalten werden konnte, musste eigens ein Motor entwickelt werden, der zwischen Unterboden und Passagierraum Platz fand. So kamen im Estima Motoren der T-Serie zum Einsatz. Nachteile dieses einmaligen Konzepts waren schlechte Zugänglichkeit des Motors, weniger Innenraumhöhe durch den Kardantunnel und schlechtere Wintertauglichkeit als bei Frontantrieb. Entsprechend erhielt die nächste Generation Frontantrieb, wie alle anderen Minivans auch.
Der 2TZ-Motor war ein 4-Zylinder-Reihenmotor, um 75 Grad nach rechts geneigt, längs eingebaut. Um Wartungsarbeiten am Motor auszuführen (z. B. Wechsel der Iridium-Zündkerze alle 90.000 km, Ventilspiel kontrollieren alle 80.000 km), musste der rechte Vordersitz sowie das Bodenblech rechts ausgebaut werden. Die Nockenwelle des DOHC-16-Ventil-Motors wurde von einer wartungsfreien Rollenkette angetrieben. Die Gemischaufbereitung arbeitete mit einer elektronischen Mehrpunkteinspritzung, die vom Motorsteuergerät ECU gesteuert wurde.
Da die geringe Höhe des Raumes unter dem Fahrzeugboden keinen Platz für die Zusatzaggregate ließ, waren diese wie bei einem „normalen“ Auto unter der Fronthaube. Lichtmaschine, Ölpumpe für die Servolenkung und der Kompressor für die Klimaanlage sowie der Kühler-Ventilator mit Visco-Kupplung wurden mittels Rillenriemen von einer Zapfwelle vom Mittelmotor angetrieben. Der Anlasser war links am Motor, die Wasserpumpe vorne am Motor.
Angetrieben wurde der Estima über ein Fünfgangschaltgetriebe oder ein Vierstufenautomatikgetriebe von Aisin AW auf die Hinterräder. In einigen Märkten konnte der Estima auch mit permanentem Allradantrieb mit Zentraldifferential-Visco-Kupplung geliefert werden.
Die Vorderachse hatte MacPherson-Federbeine mit unteren Dreiecklenkern. Die Hinterachse war bei Modellen mit einfacher Ausstattung als Starrachse mit oberen Längslenkern und Schraubenfedern ausgebildet. Die Modelle mit gehobener Ausstattung hatten Einzelradaufhängung mit unteren Dreiecksquerlenkern und oberen sichelförmigen Querlenkern.

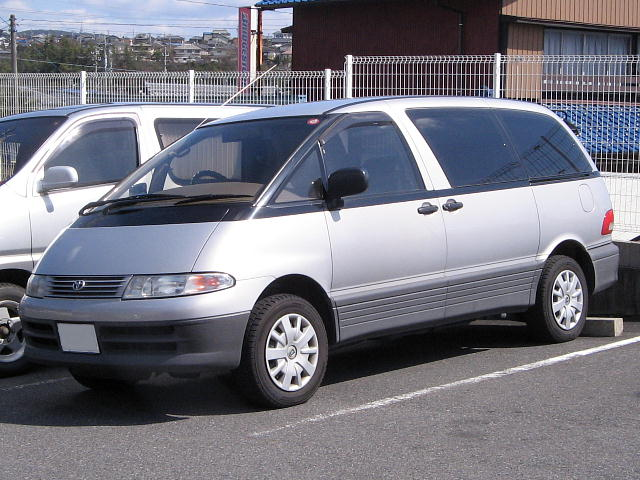
Toyota Estima Emina

In der Standardversion war die erste Generation des Toyota Estima 4750 mm lang, und 1803 mm breit. In Japan wurden zwei schmalere Versionen angeboten, der Toyota Estima Lucida und der Toyota Estima Emina, die etwa 110 mm schmaler und 70 mm kürzer als die Normalversion waren. Der Grund dafür war die japanische Kfz-Steuer, die auf der Länge und der Breite des Fahrzeuges basiert. Die schmaleren Varianten fielen in eine niedrigere Steuerklasse.

### Technische Daten
|                                             | 2,4                                  | 2,4 Kompressor 1             | 2,2 TD                      |
| Bauzeitraum                                 | 1990–1999                            | 1994–1999                    | 1992–1999                   |
| Motorkenndaten                              |                                      |                              |                             |
| Motortyp                                    | R4-Ottomotor                         | R4-Ottomotor                 | R4-Dieselmotor              |
| Anzahl Ventile pro Zylinder                 | 4                                    | 4                            | 2                           |
| Ventilsteuerung                             | DOHC, Kette                          | DOHC, Kette                  | OHC, Zahnriemen             |
| Gemischaufbereitung                         | Saugrohreinspritzung                 | Saugrohreinspritzung         | Wirbelkammereinspritzung    |
| Motoraufladung                              | —                                    | Kompressor, Ladeluftkühler   | Turbolader, Ladeluftkühler  |
| Kühlung                                     | Wasserkühlung                        | Wasserkühlung                | Wasserkühlung               |
| Motorkennung                                | 2TZ-FE                               | 2TZ-FE                       | 3C-T                        |
| Bohrung × Hub                               | 95,0 × 86,0 mm                       | 95,0 × 86,0 mm               | 86,0 × 94,0 mm              |
| Hubraum                                     | 2438 cm³                             | 2438 cm³                     | 2184 cm³                    |
| Verdichtungsverhältnis                      | 9,3:1                                | 8,9:1                        | 22,0:1                      |
| max. Leistung                               | 97 kW (132 PS) bei 5000/min          | 118 kW (160 PS) bei 5000/min | 74 kW (101 PS) bei 4200/min |
| max. Drehmoment                             | 204 Nm bei 4000/min                  | 258 Nm bei 3600/min          | 216 Nm bei 2600/min         |
| Kraftübertragung                            |                                      |                              |                             |
| Antrieb, serienmäßig                        | Hinterradantrieb                     | Hinterradantrieb             | Hinterradantrieb            |
| Antrieb, optional                           | Allradantrieb                        | Allradantrieb                | Allradantrieb               |
| Getriebe, serienmäßig                       | 5-Gang-Schaltgetriebe                | 5-Gang-Schaltgetriebe        | 5-Gang-Schaltgetriebe       |
| Getriebe, optional                          | 4-Stufen-Automatikgetriebe           | —                            | 4-Stufen-Automatikgetriebe  |
| Messwerte                                   |                                      |                              |                             |
| Höchstgeschwindigkeit                       | 175 km/h Automatik: 170 km/h         | k. A.                        | 160 km/h                    |
| Beschleunigung, 0–100 km/h                  | 11,5 s Automatik: 13,4 s 4WD: 13,3 s | k. A.                        | k. A.                       |
| Kraftstoffverbrauch auf 100 km (kombiniert) | 11,7 l S Automatik: 11,8 l S         | k. A.                        | 11,0 l D                    |

### Nordamerika
In Nordamerika wurde der Estima als Previa von 1991 bis 1997 verkauft. Der Previa wurde schnell zu einem gängigen Fahrzeugtyp in den USA, trotz des relativ hohen Preises und Kraftstoffverbrauchs. Vor allem wegen der Popularität der japanischen Fahrzeuge in den Vereinigten Staaten zu einem Zeitpunkt als inländische Fahrzeuge als von minderer Qualität wahrgenommen wurden. Das Mittelmotor-Konzept erwies sich als eine besondere Schwäche in den USA, da es nicht die Möglichkeit bot, einen stärkeren Motor einzubauen. Die Konkurrenz wie z. B. Chrysler Voyager bot auch V6-Motoren an. Ab 1994 löste Toyota dieses Problem, indem sie einen Zwei-Schnecken-Roots-Kompressor mit Ladeluftkühler einbauten. Dadurch stieg die Motorleistung auf bis zu 160 PS (120 kW). Ursprünglich war der, nun S / C genannte, Motor nur als Option 1994 und 1995 erhältlich. Ab 1996 wurde dann der Saugmotor eingestellt, und die S / C wurden die Standard-Motoren. In Nordamerika wurde der Previa 1998 ersetzt durch den auf dem Toyota Camry basierenden Toyota Sienna.

## Estima/Previa (XR30/XR40, 2000–2006)
| Sterne im Euro-NCAP-Crashtest (2003): |

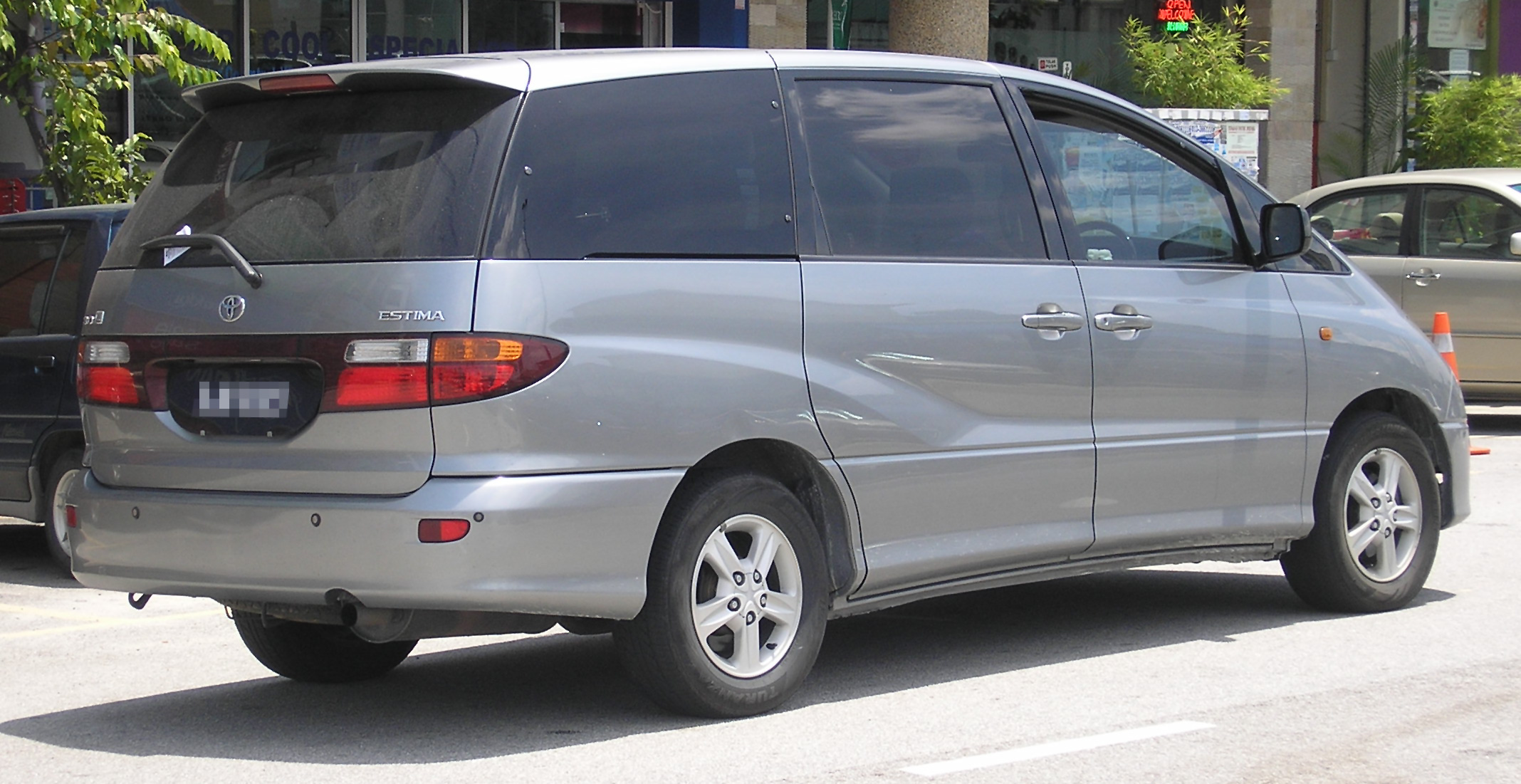
Heckansicht

Ab 2000 wurde die zweite Auflage des Estima gebaut, die aber keinen Unterflurmotor und keinen Hinterradantrieb mehr besaß. Der Motor war jetzt vorn eingebaut, und es wurden die Vorderräder angetrieben. Optional war wieder Allradantrieb erhältlich. Basis war ebenfalls der Toyota Camry. Als Toyota Previa wurde er wieder in Europa angeboten mit einem 2,4-l-Benzinmotor oder ab 2001 einem 2,0-l-Dieselmotor. Während der Toyota Previa in der Dieselmotorisierung nur mit manueller Fünfgangschaltung zu haben war, konnte man bei der Ausstattungsvariante mit Benzinmotor zwischen vierstufiger Automatik oder Handschaltung wählen. In Australien wurde er wieder als Toyota Tarago angeboten, ausschließlich mit dem 2,4L und 4-Gang Automatikgetriebe. Zusätzlich war der Estima in Japan mit dem 3,0 L 1MZ-FE V6 Benzinmotor erhältlich.
Im Juni 2001 kam in Japan der Estima mit Toyota Hybrid Synergy Drive auf den Markt. Mit einem Elektromotor und einem CVT-Getriebe war der Estima Hybrid der erste weltweite Hybrid-Minivan.

### Technische Daten
|                                             | 2,4                          | 3,0 1                          | 2,0 D-4D                    |
| Bauzeitraum                                 | 2000–2006                    | 2000–2006                      | 2001–2006                   |
| Motorkenndaten                              |                              |                                |                             |
| Motortyp                                    | R4-Ottomotor                 | V6-Ottomotor                   | R4-Dieselmotor              |
| Anzahl Ventile pro Zylinder                 | 4                            | 4                              | 4                           |
| Ventilsteuerung                             | DOHC, Zahnräder/Zahnriemen   | 2 × DOHC, Zahnräder/Zahnriemen | DOHC, Zahnräder/Zahnriemen  |
| Gemischaufbereitung                         | Saugrohreinspritzung         | Saugrohreinspritzung           | Common-Rail-Einspritzung    |
| Motoraufladung                              | —                            | —                              | Turbolader, Ladeluftkühler  |
| Kühlung                                     | Wasserkühlung                | Wasserkühlung                  | Wasserkühlung               |
| Motorkennung                                | 2AZ-FE                       | 1MZ-FE                         | 1CD-FTV                     |
| Bohrung × Hub                               | 88,5 × 96,0 mm               | 87,5 × 83,0 mm                 | 82,2 × 94,0 mm              |
| Hubraum                                     | 2362 cm³                     | 2995 cm³                       | 1995 cm³                    |
| Verdichtungsverhältnis                      | 9,6:1                        | 10,5:1                         | 18,6:1                      |
| max. Leistung                               | 115 kW (156 PS) bei 5600/min | 162 kW (220 PS) bei 5800/min   | 85 kW (116 PS) bei 4000/min |
| max. Drehmoment                             | 225 Nm bei 4000/min          | 304 Nm bei 4400/min            | 250 Nm bei 1800/min         |
| Kraftübertragung                            |                              |                                |                             |
| Antrieb, serienmäßig                        | Vorderradantrieb             | Vorderradantrieb               | Vorderradantrieb            |
| Antrieb, optional                           | Allradantrieb                | —                              | —                           |
| Getriebe, serienmäßig                       | 5-Gang-Schaltgetriebe        | 4-Stufen-Automatikgetriebe     | 5-Gang-Schaltgetriebe       |
| Getriebe, optional                          | 4-Stufen-Automatikgetriebe   | —                              | —                           |
| Messwerte                                   |                              |                                |                             |
| Höchstgeschwindigkeit                       | 185 km/h Automatik: 180 km/h | 180 km/h                       | 175 km/h                    |
| Beschleunigung, 0–100 km/h                  | 10,9 s Automatik: 11,2 s     | k. A.                          | 13,6 s                      |
| Kraftstoffverbrauch auf 100 km (kombiniert) | 9,5 l S Automatik: 10,8 l S  | k. A.                          | 7,2 l D                     |

### Indonesien/China
In Indonesien wurde die zweite Generation des Estima noch bis 2009 angeboten. In China ist der Wagen weiterhin unter dem Namen Previa als Linkslenker im Vertrieb.

## Estima (XR50, 2006–2019)

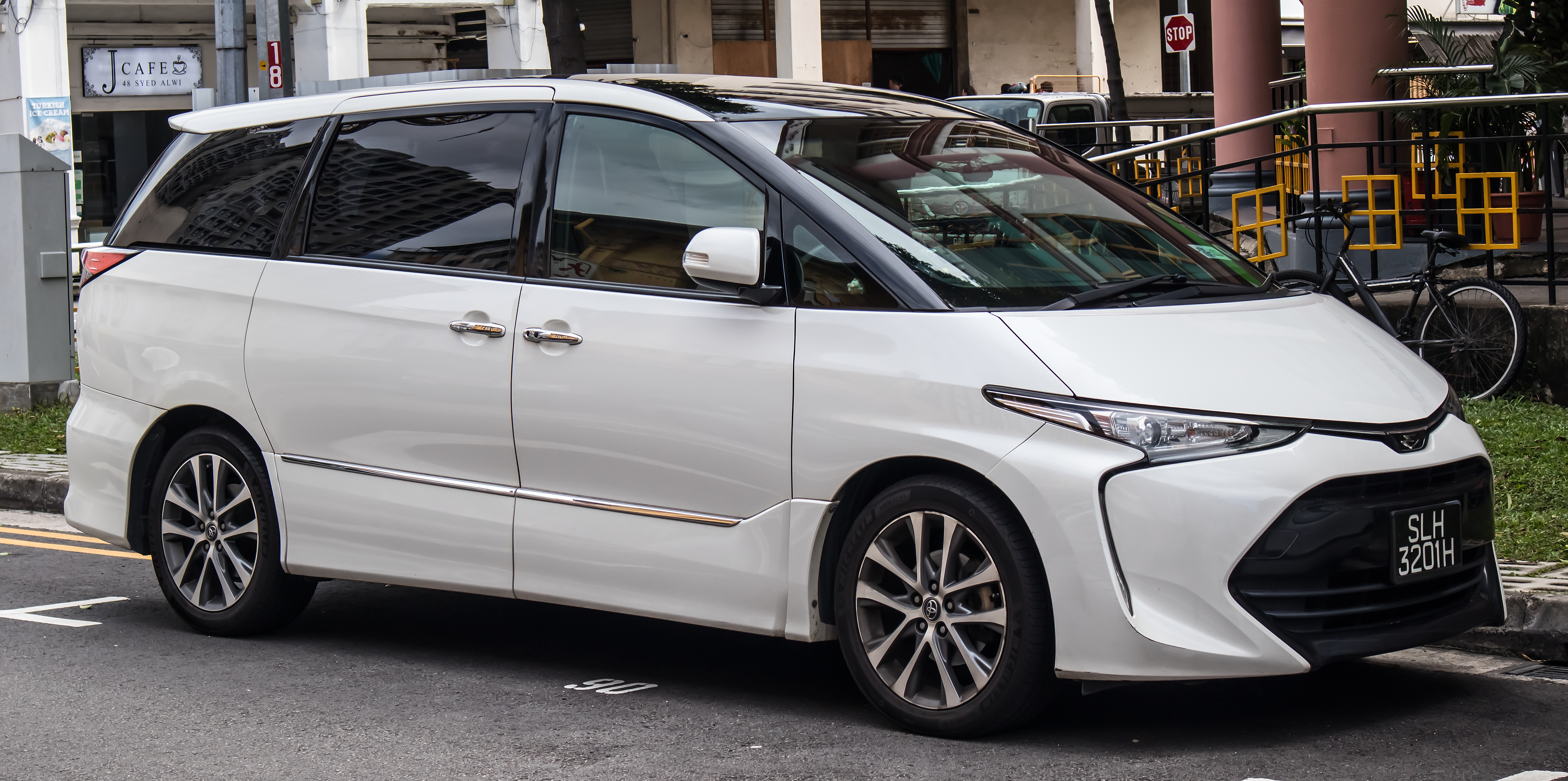
Toyota Estima (2016–2019)

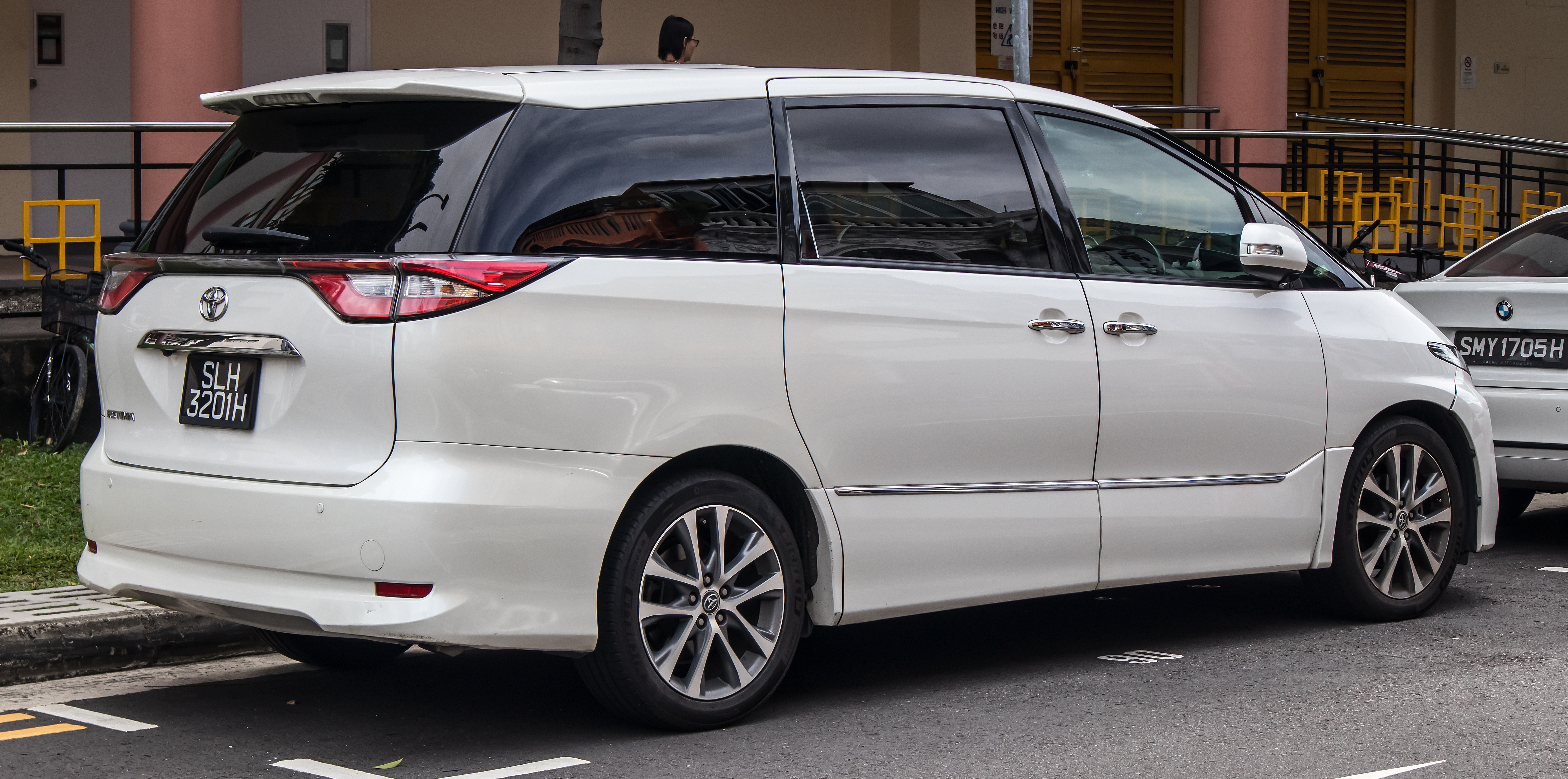
Heckansicht

Die dritte Generation des Estima wurde 2006 auf dem japanischen Markt und in Australien wieder als Toyota Tarago eingeführt. In einigen Märkten wie zum Beispiel Hongkong und Taiwan wird sie auch weiterhin als Toyota Previa angeboten. Ebenfalls ist Frontantrieb als Standard und Allradantrieb optional erhältlich. Als Motor war vorerst wieder ein 2,4-l-Ottomotor erhältlich, der in Australien serienmäßig mit Automatikgetriebe angeboten wird.
Ab 2007 war zusätzlich ein 3,5L V6-Motor (199 kW/271 PS) erhältlich, der auch in Hongkong und Taiwan angeboten wurde. Einen Dieselmotor gab es nicht mehr. Mitte 2016 wurde die dritte Generation einer Modellpflege unterzogen, bei der vor allem die Front überarbeitet wurde.
Bemerkenswert war die Abwesenheit in Europa. Damit Volkswagen nicht zu viele Marktanteile verliert, wurden die Preise bei den Modellen VW Sharan II und Seat Alhambra II gesenkt. Dies führte zu Verlust von Marktanteilen und geringeren Erlösen der übrigen Anbieter im Segment. Im europäischen Markt erzielen Toyota-Fahrzeuge oft einen höheren Preis, aber der Spielraum ist begrenzt. Als Ford Europa die dritte Generation des Ford Galaxy mit niedrigem Listenpreis ankündigte, entschloss sich Toyota daher, den Estima aufgrund der zu erwartenden niedrigen Marge nicht mehr zu importieren.

### Technische Daten
|                                             | Previa 2.4 VVT-i       | Previa 3.5               | Previa 2.4 Hybrid                                        |
| Bauzeitraum                                 | 2006–2019              | 2007–2019                | 2006–2019                                                |
| Motorkenndaten                              |                        |                          |                                                          |
| Motortyp                                    | R4-Ottomotor           | V6-Ottomotor             | R4-Ottomotor + 2 Elektromotoren                          |
| Hubraum                                     | 2362 cm³               | 3456 cm³                 | 2362 cm³                                                 |
| max. Leistung bei min−1                     | 125 kW (170 PS) / 6000 | 199 kW (271 PS) / 6200   | 110 kW (150 PS) / 6000 + 105 kW (143 PS) + 50 kW (68 PS) |
| max. Drehmoment bei min−1                   | 224 Nm / 4000          | 340 Nm / 4700            | 190 Nm / 4000 + 270 Nm + 130 Nm                          |
| Kraftübertragung                            |                        |                          |                                                          |
| Antrieb, serienmäßig                        | Vorderradantrieb       | Vorderradantrieb         | Allradantrieb                                            |
| Antrieb, optional                           | Allradantrieb          | —                        | —                                                        |
| Getriebe, serienmäßig                       | Stufenloses Getriebe   | 6-Gang-Automatikgetriebe | Hybrid Synergy Drive                                     |
| Messwerte                                   |                        |                          |                                                          |
| Höchstgeschwindigkeit                       | 180 km/h               | k. A.                    | k. A.                                                    |
| Beschleunigung, 0–100 km/h                  | 11,2 s                 | k. A.                    | k. A.                                                    |
| Kraftstoffverbrauch auf 100 km (kombiniert) | 8,6–9,3 l Super        | 10,3 l Super             | 5,6–5,9 l Super                                          |
| CO2-Emissionen (kombiniert)                 | 200–215 g/km           | k. A.                    | 129–137 g/km                                             |
| Leergewicht                                 | 1770–1845 kg           | 1845–1915 kg             | 1950–2020 kg                                             |
| Tankinhalt                                  | 65 l                   | 65 l                     | 65 l                                                     |

### Zweite Generation Estima Hybrid
Die zweite Generation Estima Hybrid wurde nur in Japan und Hong Kong angeboten. Sie verwendet einen Antriebsstrang ähnlich dem des Lexus RX 400h mit zwei Elektromotoren – einem für die Vorderräder und einem Heck-Elektromotor, der die Hinterräder für den Allradantrieb antreibt.